# Katrin Becker
Katrin Becker (7 de outubro de 1967) é uma física alemã.

## Vida
Becker obteve a graduação na Universidade de Bonn, assistida por Werner Nahm, onde obteve um doutorado em 1994, coma tese Strings, black holes and conformal field theory. Foi pós-doutoranda no Instituto Kavli da Universidade da Califórnia em Santa Bárbara, e depois Senior Research Fellow no Instituto de Tecnologia da Califórnia, trabalhando com John Henry Schwarz. Foi depois professora assistente na Universidade de Utah. Desde 2005 é professora da Texas A&M University. Em 2007 esteve no Instituto de Estudos Avançados de Princeton.

## Obras
- Katrin Becker, Melanie Becker, John Schwarz: String Theory and M-Theory. A modern introduction. Cambridge University Press 2007, ISBN 0521860695.